# Семь счастливых нот
«Семь счастливых нот» — советская музыкальная двухсерийная комедия, телефильм-ревю. Снята по заказу Государственного комитета СССР по телевидению и радиовещанию на киностудии «Ленфильм» Творческим объединением телевизионных фильмов в 1981 году.

## Сюжет
Фильм состоит из отдельных музыкальных номеров и популярных эстрадных песен. Чтобы связать их между собой, авторы фильма выстроили сюжет так, что действие происходит во время съёмок музыкальной комедии.

## В главных ролях
- Ленинградский государственный мюзик-холл
- Ирина Гущева — Ирина Короткова
- Игорь Горбачёв — Святослав Рюрикович, кинорежиссёр
- Ольга Аросева — актриса
- Ольга Вардашева — Ольга Гардина, актриса
- Михаил Светин — сценарист

## В фильме снимались
- Эдуард Хиль — камео
- Валентин Баглаенко — артист
- Александр Харламов — артист
- Ольга Маркатанова
- Ирина Харчевникова
- Андрей Градов — «спортивный» артист
- Гелена Ивлиева — ассистентка кинорежиссёра
- Татьяна Маневская
- Владимир Норец
- Евгений Тиличеев — Сидорчук, администратор мюзик-холла
- Александр Юдин
- Марина Юрасова
- Игорь Ясулович — Евгений Михайлович, ассистент кинорежиссёра
- Виктор Ильичёв — Лёня, член киносъёмочной группы (нет в титрах)

## Съёмочная группа
- Авторы сценария: Вячеслав Вербин, Лев Рахлин
- Режиссёры-постановщики: Евгений Мезенцев, Лев Рахлин,
- Оператор-постановщик — Владимир Ильин
- Художник-постановщик — Семён Малкин
- Композитор — Максим Дунаевский
- Текст песен Наума Олева
- Звукооператор — Алиакпер Гасан-Заде, Галина Лукина
- Ансамбль «Фестиваль»

## Песни в фильме
- «Семь нот» (исполняет Ирина Гущева)
- «До свадьбы заживёт» (исполняют Ирина Гущева и Ольга Вардашева)
- «Наедине с дождём» (исполняет Ольга Вардашева)
- «Любить» (исполняет Ирина Гущева)
- «Хрустальный замок на песке» (исполняет Ирина Гущева)
- «Листья жгут» (исполняют Ирина Гущева и ансамбль «Фестиваль»)
- «Ни дня без песни» (музыка Андрея Петрова, слова Николая Берга, исполняет Эдуард Хиль)

## Интересные факты
- В фильме песню «Листья жгут» исполняют Ирина Гущева и ансамбль «Фестиваль», но популярной она стала позже, в исполнении Михаила Боярского[1]. Эту песню в концертных программах ансамбля «Фестиваль» исполнял Марк Айзикович[2].
- В фильме песню «Ни дня без песни» исполняет Эдуард Хиль, но популярной она стала в исполнении Эдиты Пьехи.